# اورلاندو انگلار
اورلاندو ونسلی انگلار (هلندی: Orlando Wensley Engelaar؛ زادهٔ ۲۴ اوت ۱۹۷۹) بازیکن فوتبال سابق اهل هلند است.

## باشگاهی
از باشگاه‌هایی که در آن بازی کرده‌است می‌توان به خنک، توئنته، شالکه ۰۴، پی‌اس‌وی، و ملبورن هارت اشاره کرد.

## تیم ملی
وی همچنین در تیم ملی فوتبال هلند بازی کرده است.